# Дејвид Култард
Дејвид Култард (енгл. David Coulthard; Твинхолм, 27. март 1971) бивши је британски (шкотски) возач формуле 1.
Формулу 1 је возио од 1994. до 2008. године. У 15 сезона возио је 241 трку. Освојио је 13 великих награда, а у сезони највећи успех му је друго место 2001. године.

## Биографија
Дејвид Култард је рођен 27. марта 1971. године у малом шкотском селу Твинхолму.
Почео је са картинг тркама рано, а потврдио се у Формула Форд такмичењу 1989. године.
1990. је паузирао због прелома ноге.
Следеће године је возио Формулу 3, а 1992. и 1993. је прешао у серију Формула 3000.

## Каријера у формули 1
Култард је своју каријеру у Формула 1 такмичењу почео 1993. године, као тест-возач у тадашњем шампионском тиму Вилијамсу.
И следећу годину је дочекао на истој позицији.
Своју прву шансу на је добио након трагичне смрти Аиртона Сене.

### Вилијамс
Иако своју прву трку на ВН Шпаније 1994. није завршио, Култард је у својој првој сезони успео да оствари један подијум.
На ВН Португала је освојио друго место. У Вилијамсу су желели да имају велико име у тиму, па је на задње три трке у тој сезони Култард уступио место Најџелу Менселу.
Ипак, у 1995. Култард је провео целу сезону у тиму. У овој сезони је био много успешнији и забележио је своју прву гран при победу на ВН Португала. На крају сезоне је завршио као трећи у укупном поретку.

### Макларен
Култард је у Макларену провео 9 сезона, од 1996. до 2004. године.
Највећи успех је постигао 2001. године, када је освојио друго место у сезони, иза тада неприкосновеног Михаела Шумахера.
Своју последњу гран при победу Култард је остварио на отварању сезоне 2003, на ВН Аустралије.

### Ред бул
Дејвид Култард је у тиму Ред бул возио од 2005. до 2008. године, тј. до краја своје возачке каријере.
За те 4 године остварио је свега два пута треће место на трци.
На својој последњој трци, ВН Бразила 2008. године Култард је имао посебну камеру уграђену у кацигу која је требало да пружи спектакуларне снимке из возачеве перспективе.
Нажалост, након судара у другој кривини, Култард је завршио своју трку, а тиме и каријеру.

## Преглед каријере
| сезона | тим      | трка | пол п. | победа | поена | позиција у сезони |
| ------ | -------- | ---- | ------ | ------ | ----- | ----------------- |
| 1994   | Вилијамс | 8    | 0      | 0      | 14    | 8.                |
| 1995   | Вилијамс | 17   | 5      | 1      | 49    | 3.                |
| 1996   | Макларен | 16   | 0      | 0      | 18    | 7.                |
| 1997   | Макларен | 17   | 0      | 2      | 36    | 3.                |
| 1998   | Макларен | 16   | 3      | 1      | 56    | 3.                |
| 1999   | Макларен | 16   | 0      | 2      | 48    | 4.                |
| 2000   | Макларен | 17   | 2      | 3      | 73    | 3.                |
| 2001   | Макларен | 17   | 2      | 2      | 65    | 2.                |
| 2002   | Макларен | 17   | 0      | 1      | 41    | 5.                |
| 2003   | Макларен | 16   | 0      | 1      | 51    | 7.                |
| 2004   | Макларен | 18   | 0      | 0      | 24    | 10.               |
| 2005   | Ред бул  | 19   | 0      | 0      | 24    | 12.               |
| 2006   | Ред бул  | 18   | 0      | 0      | 14    | 13.               |
| 2007   | Ред бул  | 17   | 0      | 0      | 14    | 10.               |
| 2008   | Ред бул  | 18   | 0      | 0      | 8     | 16.               |